# Hythe (Kent)
Hythe è una cittadina di 14 170 abitanti della contea del Kent, in Inghilterra.